# Neustadter Winzerfestzug

Blickfang Prunkwagen:
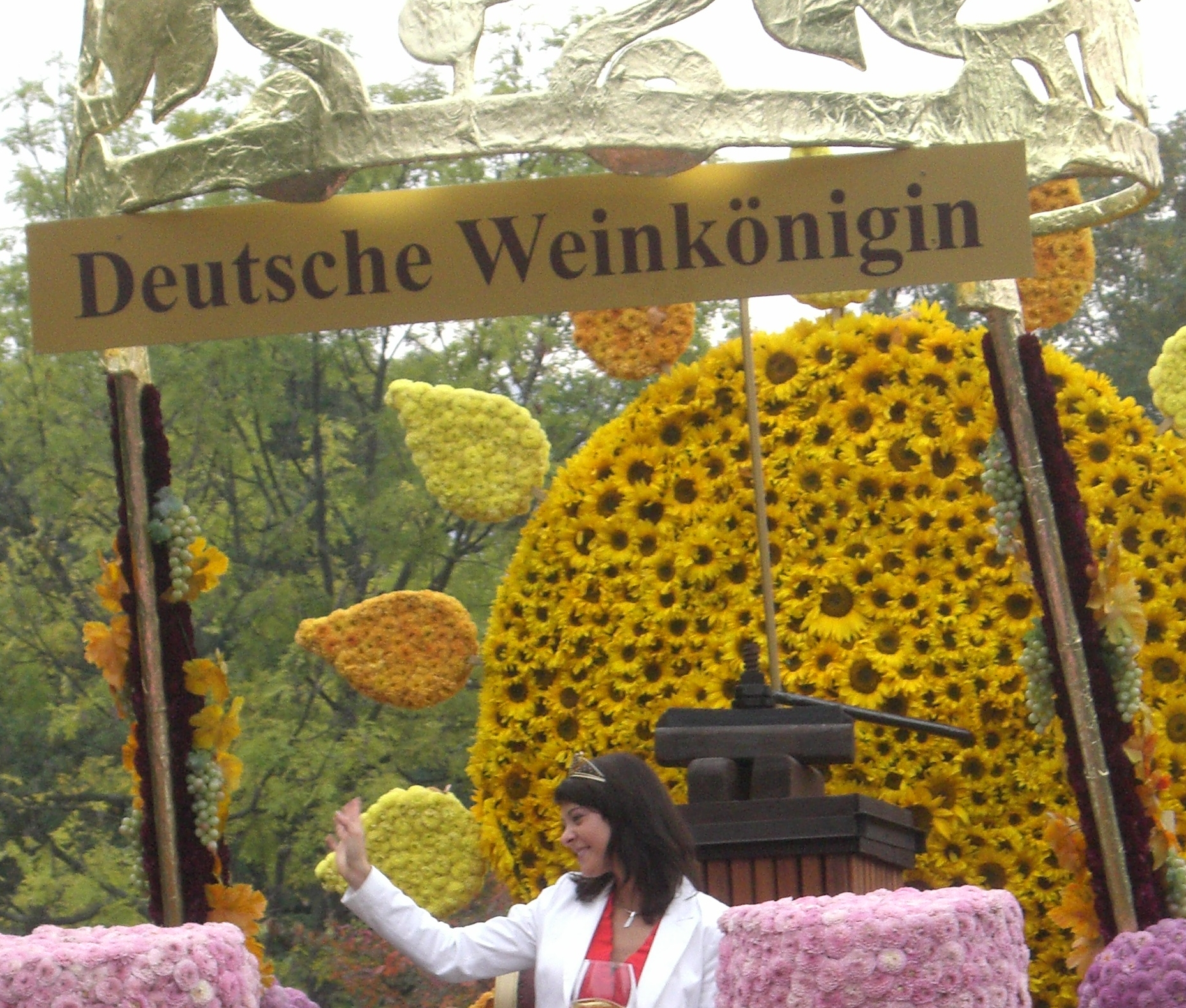
Deutsche Weinkönigin
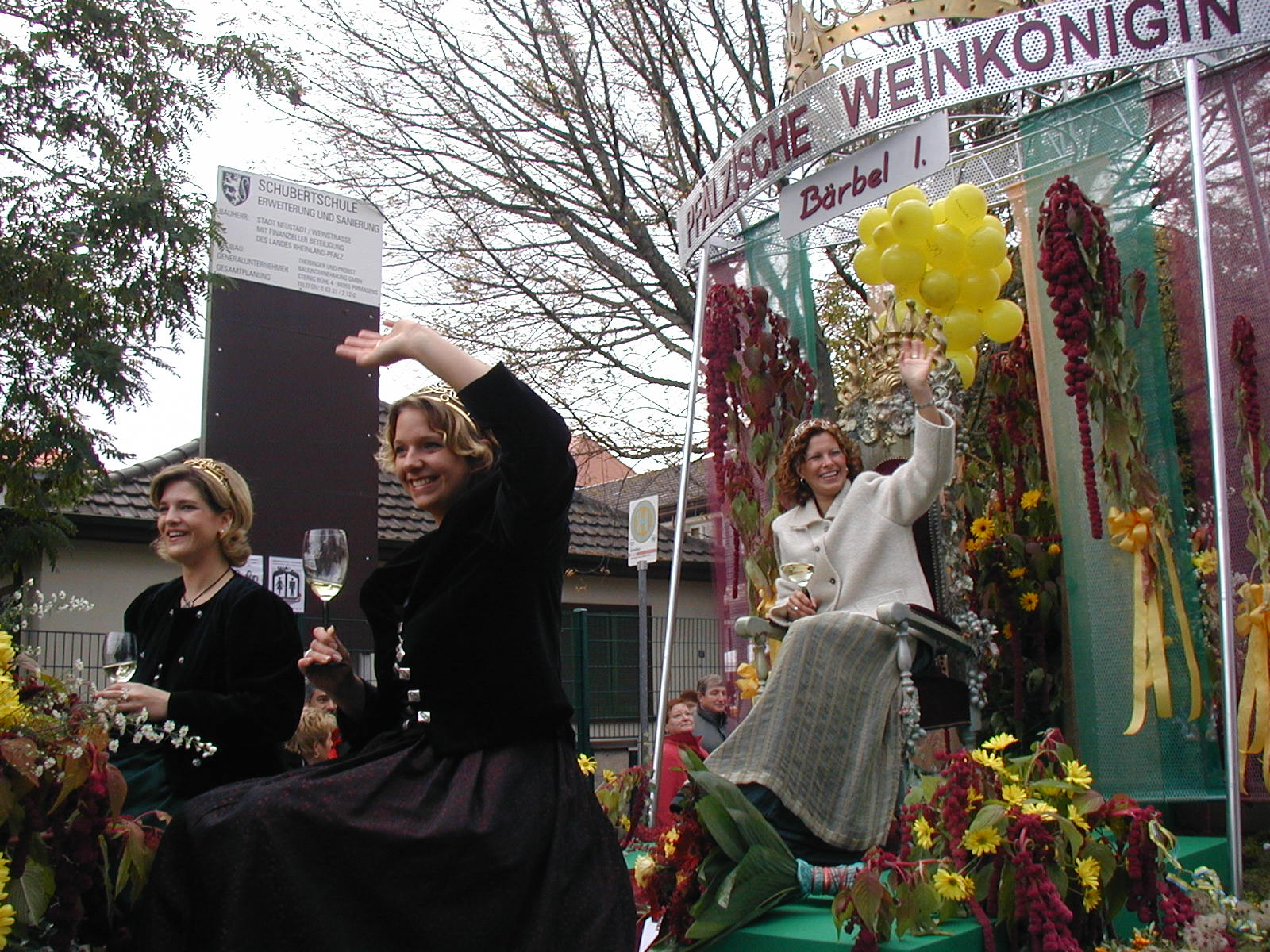
Pfälzische Weinkönigin

Der Neustadter Winzerfestzug findet alljährlich im Oktober in der pfälzischen Stadt Neustadt an der Weinstraße statt. Der Festzug ist der Ursprung des Deutschen Weinlesefestes und gilt, durchgeführt an dessen zweitem Festsonntag, auch als der Höhepunkt.

## Geschichte
Anlässlich einer Erntedankfeier wurde am 24. Oktober 1909 von Neustadter Winzern erstmals ein festlicher Umzug veranstaltet. 1913 fand der zweite Festzug im Rahmen eines Pfälzer Weintags statt, die schönsten Festwagen wurden prämiert, im Saalbau gab es eine öffentliche Weinprobe mit Versteigerung. Zwischen 1914 und 1927 pausierte der Festzug wegen des Ersten Weltkriegs und seiner wirtschaftlichen Folgen. 1928 knüpfte man mit der Pfälzer Weinwoche an die Tradition an. 1929 wurde das erste Weinlesefest unter diesem Namen gefeiert, 1931 wurde, initiiert durch den Neustadter Verleger Daniel Meininger (1876–1964), zum ersten Mal eine Pfälzische Weinkönigin gewählt.
Infolge des Zweiten Weltkriegs ruhte der Festbetrieb von 1939 bis 1948. Ab 1949 wurde dann der Umzug mit der Wahl der Deutschen Weinkönigin verbunden, deren Amt in diesem Jahr neu geschaffen wurde. Weil Neustadt damals (und bis zum Jahre 2000) Sitz des Regierungsbezirks Pfalz, ab 1969 Rheinhessen-Pfalz, war, strahlte das so entstandene Deutsche Weinlesefest immer weiter aus und erlangte schließlich dank der Massenmedien deutschlandweite Bekanntheit. 1960 kam ein Weindorf auf dem Bahnhofsvorplatz hinzu, das seinen pfälzischen Namen „die Haiselscher“ nach den Häuschen erhielt, in denen die Bewirtung erfolgt.

## Bedeutung

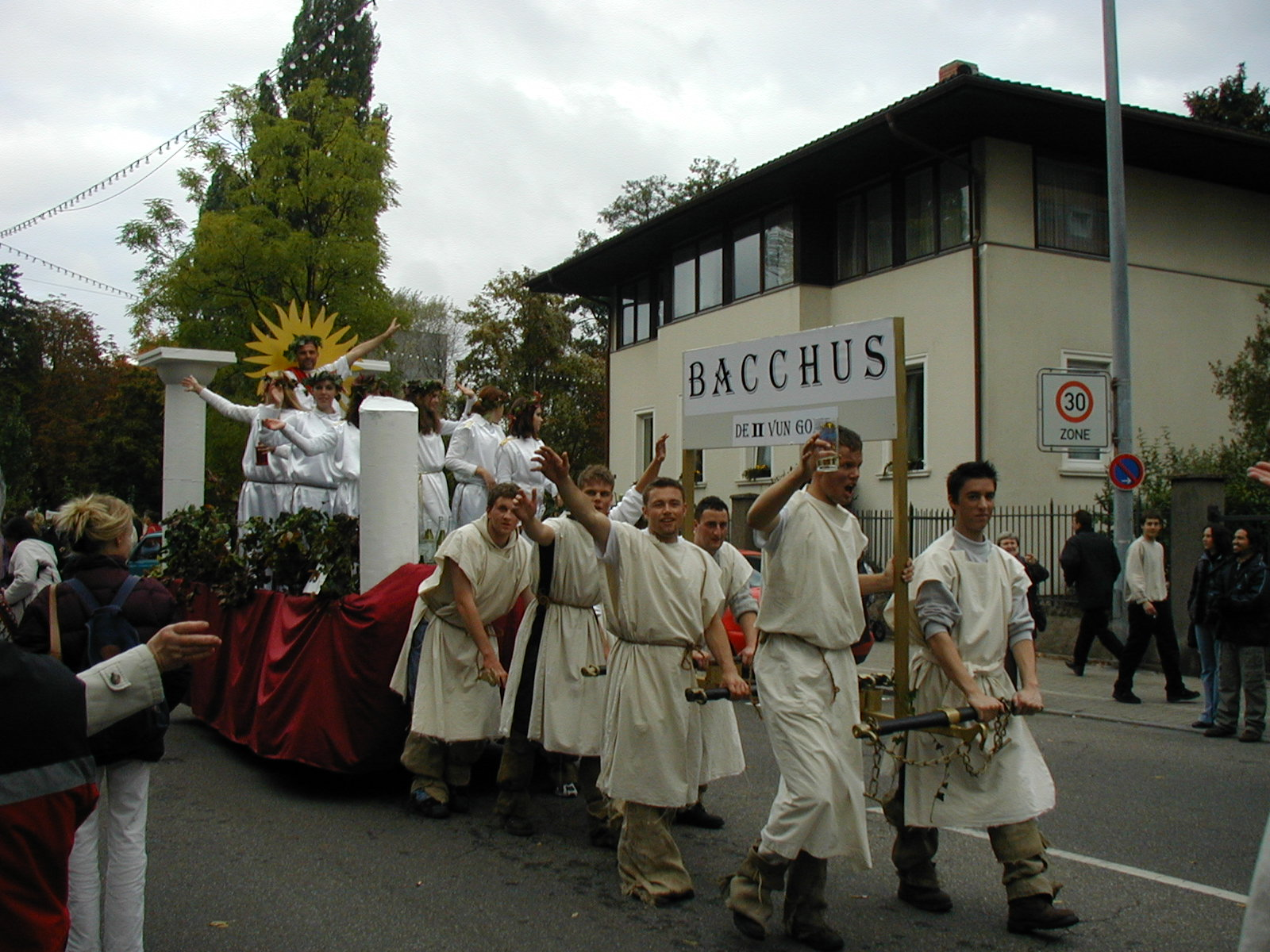
Die Römer und ihr Gott Bacchus

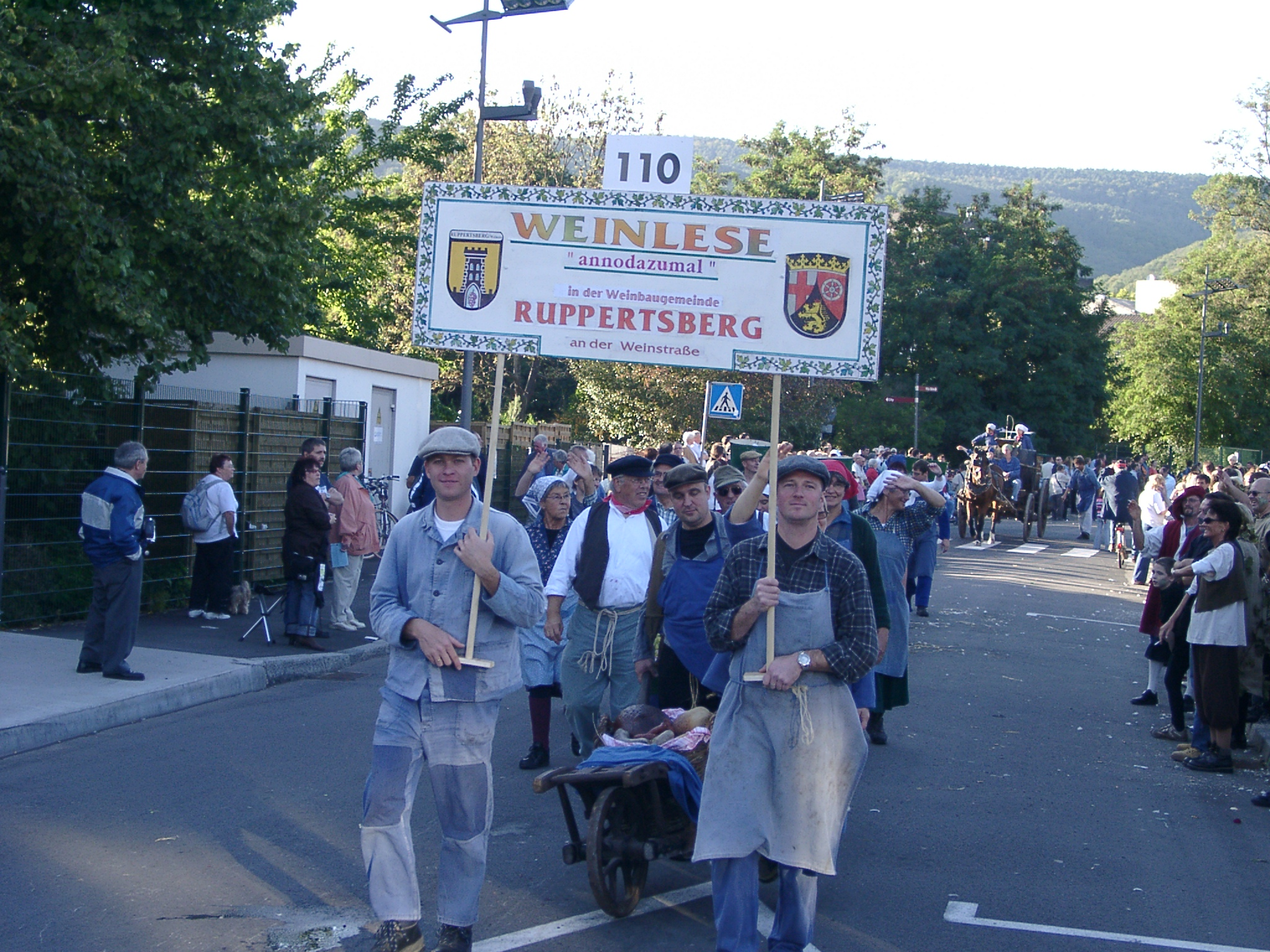
Schubkarre mit dem Winzerimbiss Weck, Worscht un Woi

Mit bis zu 150 Zugnummern – beispielsweise Festwagen, Musikkapellen sowie Brauchtumsgruppen – und 150.000 bis 200.000 Tagesgästen ist der Neustadter Winzerfestzug die größte derartige Veranstaltung der Welt. Der Offene Kanal Weinstraße überträgt den Umzug live von der Zugstrecke, das Südwest-Fernsehen sendet jeweils abends die Aufzeichnung.
Bei der Gestaltung von Zugnummern wird häufig auf die Historie des Winzerberufs zurückgegriffen, in dem früher Handarbeit gefragt war und zum Transport statt Fuhrwerke auch Schubkarren zum Einsatz kamen. Die Römer, die im 1. Jahrhundert n. Chr. die Weinrebe in die Pfalz brachten, und vor allem ihr Weingott Bacchus werden ebenfalls gerne dargestellt. Optische Blickfänge sind stets die Prunkwagen der Deutschen und der Pfälzischen Weinkönigin. Diese beiden Repräsentantinnen des deutschen und des pfälzischen Weins werden im Verlauf des Weinlesefestes neu gewählt.